# Qualtrics
Qualtrics est une société américaine dite de « gestion d'expérience », dont les co-sièges sont situés à Seattle, Washington et Provo (Provo étant le site originel de l'entreprise, dans l'Utah aux États-Unis).
La société a été fondée en 2002 par S.Ryan Smith (homme d'affaires américain devenu milliardaire), avec son père (Scott M. Smith) et son frère (Jared Smith) et l'un de ses amis (Stuart Orgill).
Qualtrics est devenu une des plus importantes plate-forme mondiale logicielle, basée sur le cloud computing et le big data, utilisable par abonnement, pour la gestion par les entreprises (ou d'autres entités) de l'expérience, et en particulier pour « l'étude du comportement des consommateurs en ligne ». Elle a été lancée en tant que telle en mars 2017,.
Le 11 novembre 2018, SAP (qui se présente comme étant leader du marché des logiciels d'application utilisés en entreprise) a annoncé acheter (8 milliards de dollars américains) Qualtrics, acquisition finalisée le 23 janvier 2019. SAP disposait de 413 000 clients au moment de l'achat.
SAP produisait alors des logiciels gérant des données (données dites « O-data », c'est-à-dire « données opérationnelles », aidant à gérer la chaîne logistique, les réseaux, les employés et les processus de base de l'entreprise). 
Par cette acquisition, le groupe SAP veut combiner ses propres logiciels à ceux, complémentaires, de Qualtrics (environ 15 000 clients au même moment) qui sont, eux, basés sur l'analyse des données d'expérience (« X-data », acquises en interprétant la valeur des commentaires faits (ou pensés) par les clients et les employés d'une entreprise, ou en interprétant l'opinion de clients potentiels sur un produit, une marque, une entité). 
Le 26 juillet 2020, SAP a annonce vouloir coter Qualtrics sur le marché boursier, ce qui sera fait le 28 janvier 2021 sur le Nasdaq.

## Histoire

### Produits
Les concepteurs de l'entreprise ont peu à peu construit des outils permettant de tenter de prédire ou d'évaluer l'image d'une entité dans le grand public ou pour un public ciblé (ex : enfants, personnes âgées, type psychologique particulier). Ces logiciels peuvent aussi évaluer l'efficacité d'une publicité, également grâce à des pré-test et des post-test.
Ils sont présentés comme pouvant aider à optimiser les stratégies de branding, à partir d'enquêtes de notoriété.
Le 11 janvier 2021, les médias spécialisés notent que Brad Anderson (dirigeant de haut niveau de Microsoft, anciens de Legend Corporation) est embauché par Qualtrics

### Financement et évaluation
En 2012, la société reçoit un investissement de série A de 70 millions de dollars de Sequoia Capital et d'Accel, généralement considérées comme deux des principales sociétés de capital-risque du pays,.
Il s'agissait du plus important investissement conjoint réalisé à ce jour par ces deux entreprises.
En 2014 (sept), Sequoia Capital et Accel apportent à nouveau un financement de série B, dirigé par Insight Partners, cette fois d'une valeur de 150 millions de dollars, un record pour une société basée dans l'Utah, et évaluent la société à 1 milliard de dollars ; Qualtrics entre alors dans la Liste de startups licornes (c'est-à-dire des startups dont la valorisation est estimée à au moins 1 milliard de dollars).
En 2017 (avril), Qualtrics reçoit un tour d'investissement de série C de 180 millions de dollars de la part d'investisseurs d'Accel, Sequoia Capital et Insight Venture Partners. La série C a été levée à une valeur pré-monétaire de 2,5 milliards de dollars.
Début 2021, la Qualtrics « a gagné près de 40% jeudi pour son premier jour à la Bourse de New York, valorisant la société à environ 21 milliards de dollars (17,36 milliards d'euros) », ce qui estimé par Luka Mucic (directeur financier de la SAP) que si le même multiple était appliqué aux revenus générées par les plateformes et les logiciels du groupe SAP (qui inclut maintenant Qualtrics), la capitalisation boursière du groupe serait de 133 milliards de dollars (109,9 milliards d'euros, sans même tenir compte des autres activités de la société allemande.

### Dépôt pour IPO
En 2018 (19 octobre), Qualtrics dépose une déclaration d'enregistrement S-1 dans l'intention de collecter un produit brut de 200 millions de dollars via un premier appel public à épargne (PAPE) de ses actions de catégorie B . À l'époque, la société disposaient de 9 000 sociétés clientes dans le monde et était censée être cotée à la bourse NASDAQ sous le symbole « XM » (en référence à son produit phare de gestion de l'expérience, la « plateforme Qualtrics XM »).
En novembre 2018, ces plans d'introduction en bourse sont au moins provisoirement abandonnés car SAP (NYSE: SAP) annonce qu'il va acquérir Qualtrics.

## Récompenses et classement
En 2016, Qualtrics est no 12 sur la liste Forbes Cloud 100 et a atteint la 6e place en un an (de 2016 à 2017).
En 2020, Qualtrics est nommé «leader» dans le Magic Quadrant de Gartner pour la voix du client, et en mars sa plateforme CoreXM est lauréate d'or 2020 des Edison Awards (dans la catégorie Technologie appliquée),.

## Revenus
En 2016, son chiffre d'affaires (CA) déclaré est de 190,6 millions de dollars, mais Qualtrics déclaré une perte nette globale de 12 millions de dollars avec un flux de trésorerie disponible de 3,4 millions de dollars. 
En 2017, le CA grimpe à 289,9 millions de dollars (+ 52% en 1 an) et Qualtrics déclare un bénéfice net de 2,6 millions de dollars (avec un flux de trésorerie disponible de 21,3 millions de dollars).

## Acquisitions
En mai 2016, Qualtrics achète la start-up d'analyse statistique Statwing (pour un montant non divulgué). Statwing, basée à San Francisco avait créé un logiciel d'analyse statistique avancée,.
En avril 2018, Qualtrics achète Delighted (montant non divulgué) qui comptait plus de 1 500 clients au moment de l'acquisition.

## Acquisition par SAP SE
En novembre 2018, SAP annonce vouloir acheter Qualtrics. 
SAP a acquis toutes les actions de Qualtrics en circulation pour 8 milliards d'USdollars dans le cadre d'une transaction entièrement en espèces. SAP obtient 7 milliards d'euros de financement.
Au moment de son annonce, l'acquisition de Qualtrics était le second plus gros achat jamais fait par SAP (derrière l'acquisition pour 8,3 milliards de dollars de la société de gestion des voyages et des dépenses Concur en 2014 ; l'acquisition a officialisée le 23 janvier 2019 ,.

### Offre publique initiale (IPO)
Le 26 juillet 2020, SAP avait annoncé vouloir faire entrer Qualtrics en bourse via une introduction aux États-Unis. La décision de la rendre publique a été prise car les performances de Qualtrics depuis l'acquisition ont surpassé les attentes de SAP (de plus de 40 %). 
Selon l'annonce de SAP, SAP restera le principal actionnaire,.
Le 28 janvier 2021, Qualtrics a commencé à se négocier sur le Nasdaq à 41,85 dollars par action.

## Gestion de l'expérience, cœur de métier de Qualtrics
En mars 2017, Qualtrics a lancé sa plate-forme de gestion de l'expérience.
La « gestion de l'expérience » est une pratique visant à concevoir et à améliorer des produits, des services et des expériences pour les entreprises et d'autres organisations, sur la base d'analyse des retours d'expérience des clients, de salariés ou de personnes du grand public.
Elle permet notamment une publicité beaucoup plus ciblée et a priori plus efficace, ainsi qu'une fidélisation de la clientèle.

## Clientèle de Qualtrics
Les clients de Qualtrics incluent BMW, Microsoft, Under Armour, Chobani, JetBlue Airways et Yamaha et selon l'entreprise plus de 11000 grandes marques « reconnaissent » Qualtrics.
La SAP dit en 2021 avoir plus de 413 000 clients (privé/public). 
Qualtrics est devenue la première plate-forme de gestion des employés, mesurant les expériences de ces derniers via des mesures-clés réanalysées par des algorithmes d'intelligence prédictive. 

## Dans le monde de la Recherche
Depuis les années 2000, l'analyse statistique quantitative assistée par des logiciels Qualtrics est citée dans un certain nombre de revues professionnelles et universitaires.
D'autres outils logiciels d'aide à la construction d'expériences scientifiques en ligne existent (ex : E-Prime ou OpenSesame,). Les chercheurs utilisent de plus en plus Qualtrics comme outil d'enquête, et le combinent avec SPSS pour analyser leurs données d'enquête sur l'expérience des employés et de nombreux autres types de données d'enquête. 
En particulier depuis le début des années 2000, les domaines de la psychologie et de la sociologie ont montré un intérêt croissant pour la recherche en ligne (via Internet). Dans ces domaines, Qualtrics s'est montré utile pour plusieurs types de recherches (sciences psychologiques et cognitives notamment), car permettant de constituer et interroger de vastes panels en ligne, au sein de la population générale ou au sein de certaines communautés, alors qu'antérieurement, la « recherche comportementale en ligne » était complexe, et nécessitait des compétences techniques avancées (notamment pour la chronométrie dans les enquêtes en ligne). Maintenant, des compétences minimales en programmation suffisent à intégrer le « Qualtrics Reaction Time Engine » (QRTEngine, moteur JavaScript et open-source) dans un logiciel d'enquête ou expérience en ligne. Ce logiciel permet notamment de mesurer les temps de réaction en ligne « dans les limites qui sont celles des technologies de navigateur Web contemporains ».

## Limites des outils Qualtrics
Comme pour tous les outils utilisés en ligne pour l'échantillonnage de l'expérience, la qualité de l'outil n'empêche pas qu'il puisse être mal configuré par l'enquêteur (mauvais protocole d'enquête), leur facilité d'utilisation peut encourager un manque de réflexion sur la qualité, la cohérence ou la pertinence de la cohorte contactée, et des biais méthodologiques sont inhérents au fait qu'une partie de la population générale échappe à ces outils. Cette frange de la population peut être très importante dans certains pays, ou dans certaines régions, ou  pour certaines sous-populations (âgées, pauvres, illetrée, autochtones et éloignées, nomades ou refusant la technologie nécessaire à la connexion en ligne). De même, une population provisoirement déprimée ou stressée pourrait plus ou moins facilement répondre à ce type d'enquête. 
Ces biais doivent être pris en compte par les chercheurs. Dans ces cas, des méthodes et outils alternatifs sont nécessaires, avec par exemple :
- les méthodes d'échantillonnage espace-temps (TSS en anglais), aussi dites d'échantillonnage lieux-moments (ou TLS en anglais). Elles permettent un meilleur recrutement d'échantillon probabiliste représentatif des membres d'une population cible habituellement peu joignable, mais que l'on sait réunie à un lieu et moment spécifique[32].
- les méthodes RDS, dites d'« échantillonnage boule de neige probabiliste ». Basées sur le fait que les « enquêtés » (pairs appartenant à la population cible) sont alors plus en mesure que les « enquêteurs » de localiser d'autres participants possibles, qu'ils pourront peut-être orienter vers le lieu de l’étude[32],[34] ;
- la méthode de capture-recapture. Cette méthode d'inférence statistique, à partir des données (présentées ci-dessus) de TSS et RDS, peut aider à mieux évaluer la taille d'une population « difficile à joindre en ligne »[32].
- la méthode consistant à payer ou nourrir les enquêtés pour les motiver à venir participer à une étude. Elle a cependant aussi ses propres biais.

Un autre biais possible est qu'une partie des internautes s'est lassée des enquêtes en ligne, ou, mieux informée, elle a compris que certains jeux, quiz et enquêtes en ligne peuvent cacher des motivations politiques, commerciales et publicitaires ou de lobbying, voire du fishing ou des tentatives d'intrusion ou de vols de données personnelles. Les enquêtes téléphoniques ou dans la rue ont fait face aux mêmes problèmes.

## Controverses, détournements d'outils
Quand Qualtrics est utilisé par des universitaires dans le cadre de travaux académiques, surtout si la participation se fait en échange d'une compensation financière et/ou implique des données personnelles (sur la santé, la santé mentale, la religion, la sexualité, l'usage de drogues... par exemple), les personnes intégrées dans les panels étudiés doivent produire (avant l'expérience) un consentement éclairé, et un comité d'éthique universitaire ou médical approuve l'expérience (ou celle ci doit au moins respecter un code éthique universitaire ou propre au laboratoire). Et si elle faisait défaut, la dimension éthique pourrait être une source d'invalidation de l'étude lors de son évaluation par des pairs. 
Plusieurs exemples ont montré que quand l'outil est utilisé par des entreprises ou par des cabinets de conseil en communication au service de lobbys industriels ou de la finance, et/ou au service d'hommes politiques ou de partis politiques, ces deux conditions sont rarement présentes. Les tests sont souvent alors déguisés en test de QI ou en jeux, ou en faux sondages pour un produit, etc. Une grande société comme Cambridge Analytica n'a pas hésité a embaucher un universitaire à des fins malveillantes (dans ce cas : le vol des données de comptes Facebook de millions de personnes, puis leur manipulation, qui ont été cachés derrière une soi-disante recherche en psychologie, faite par « un véritable chercheur [ Aleksandr Kogan, professeur adjoint à l'Université de Cambridge ] employé dans une véritable université »). Ce dernier a échappé à tout comité d'éthique car il a fait porter cette pseudo-étude par une compagnie qu’il a lui-même créée, dénommée Global Science Research. Après-coup, le « datascientist » Kogan a prétendu n'avoir pas agi illégalement, ajoutant qu'il serait un « bouc émissaire » car, selon lui, « des milliers et peut-être des dizaines de milliers d'autres applications faisaient exactement la même chose, grâce aux politiques laxistes de Facebook ».
Quand les outils de Qualtrics sont associés à ceux du nouveau « marchés du travail en ligne » (ex : Mechanical Turk d'Amazon dit AMT) ils forment une combinaison très puissante, permettant de rapidement tester un très grand nombre de personnes pour un coût faible (par rapport aux enquêtes par téléphone, en porte à porte ou en vis à vis).
Des préoccupations ont émergé dans les années 2010 :

### Préoccupations sur la qualité ou fiabilité des données collectées via Qualtrics et/ou l'AMT
De manière générale, les avantages et inconvénients de la Recherche en ligne sont discutés depuis son origine, par exemple par Paolacci et al. en 2010) ; par Behrend et al., en 2011; par Buhrmester et al. en 2011 ; par Mason & Suri en 2012. 
Le études basées sur un panel interrogé via Internet semblent plus fiable que quand le panel est interrogé « à froid » par téléphone. On peut supposer que quand des personnes sont payées pour répondre à des questions en ligne, elles ne sont pas aussi honnêtes ou complètes dans leurs réponses que face à un interviewer humain (ou pas aussi bien chronométrées qu'en laboratoire) ou qu'il existe un biais de sélection. Plusieurs études ont conclu que les données issues de plate formes de type AMT ou Qualtrics sont néanmoins comparables à celles obtenues en laboratoire, pour des questionnaires classiques. C'est la conclusion de Behrend, Sharek, Meade, & Wiebe en 2011 ; Buhrmester, Kwang et Gosling en 2011 ; Paolacci, Chandler et Ipeirotis, en 2010 ,. 
On peut légitimement penser que les panels en ligne, dans certains cas (quand l'illettrisme et/ou la pauvreté, le grand-âge ou la santé sont des facteurs importants pour l'étude, par exemple), notamment en raison de la fracture numérique, ne répondent pas de la même manière qu'en laboratoire ou par téléphone. Ceci a été confirmé par une étude récente (2018) qui a pris comme cas d'étude la Recherche sur le VIH/sida où pour des raisons de coût, les enquêtes se font de plus en plus en ligne. 

Les répondants ont été interrogés via 2 plate forme (MTurk et Qualtrics) ou en clinique spécialisée en santé sexuelle, de mars 2015 à avril 2016, et leurs réponses ont été comparées. Le filtre d'attention était élevé en ligne (MTurk = 93%; Qualtrics = 86%) et moindre  en clinique (72%), mais les réponses données en cliniques étaient beaucoup plus diversifiés sur le plan démographique et ethnique et démographique, avec une plus grande part de comportements à risque, des revenus inférieurs et plus de chômage que chez les répondants en ligne. Le nombre de partenaires sexuels masculins les mois précédents était également différent (Moyenne en clinique = 6; MTurk = 3,6; Qualtrics = 4,5), de même pour les symptômes déclarés de MST pour la dernière année, ou la consommation de méthamphétamine (21% en clinique congre 5% via MTurk) ou de nitrates inhalés (41% en clinique contre 11% via MTurk). Les auteurs de cette étude comparative recommandent donc une grande prudence avec les moteurs de sondage en ligne de type Qualtrics, en raison de biais d'échantillonnage sur les aspects démographiques et socio-omportementaux, par rapport aux répondants en clinique. On peut supposer que de tels biais existent aussi dans les sondages électoraux ou d'autres.
Qu'en est-il pour les enquêtes et expériences faites via AMT, et nécessitant une chronométrie précise (mesures des temps de réaction) ? Antérieurement, le HTML, JavaScript et Adobe Flash avait déjà utilisés avec succès pour répliquer quelques tâches de mesures du temps de réaction en ligne, selon Crump, McDonnell et Gureckis en 2013). Puis des outils ont été spécifiquement conçus pour introduire la mesure du temps dans les expériences faites en ligne : Tatool et WebExp (qui tous deux nécessitent que java soit installé dans l'ordinateur de la personne testées) ou encore ScriptingRT (Schubert, Murteira, Collins et Lopes, 2013) (qui lui nécessite Adobe Flash). Ces outils nécessitaient encore une expertise en programmation, et disposer d'un serveur. En outre AMT refusait l'installation de plugins ou logiciels supplémentaires. 
 En 2015, le « moteur de temps de réaction » de Qualtrics (QRTEngine, maintenant intégré par défaut à l'interface conviviale de Qualtrics) est quant à lui hébergé sur le serveur de Qualtrics, il n'implique aucun logiciel spécialisé ni plug-ins de navigateur et est plus précis que les outils antérieurs. La précision chronométrique s'est améliorée, mais sans être parfaite en raison de problèmes liés aux ordinateurs utilisés par les personnes testées (de anomalies temporelles de 6 millisecondes à 10 ms sont à prévoir, par exemple dus à une batterie mal chargée, à un processeur ou une RAM intensément utilisés, etc.). 
Un autre problème parfois important (quand l'expérience a besoin d'un « timing » très précis) est induit par le fait que Qualtrics soit dans le Cloud. Le chercheur ne maitrise pas (ni ne connait) les délais de communication entre l'ordinateur et le serveur Qualtrics : la connexion de la personne « testée » peut être mauvaise et/ou le serveur parfois surchargé, ce qui pourrait dans certaines expériences induire des biais.

### Protection des données personnelles?
Qualtrics fait ses calculs statistiques dans le Cloud. 
Utiliser Qualtrics implique donc que les données et résultats (qui répondent souvent à la définition de « données personnelles ») soient confiées à un serveur 'étranger' au laboratoire qui fait l'expérience).

### Utilisations non éthiques et politiciennes des logiciels
Un risque d'usages malveillants de ces puissants outils, éventuellement combinés à des logiciels dits d'intelligence artificielle, s'est avéré bien réel. 

Il a notamment été démontré par des lanceurs d'alerte et des enquêtes dans deux cas historiques récents (années 2010) au moins :
- le scandale Facebook-Cambridge Analytica / AggregateIQ, notamment mis à jour par le lanceur d'alerte canadien Christopher Wylie. 
Ce dernier a montré que l'association des outils de Qualtrics à l'AMT d'Amazon a servi à produire des bases de dizaines de millions de données personnelles (dont à partir des données volées à 87 millions d'internautes par Cambridge Analytica via leurs comptes Facebook). Ces données ont été utilisées de manière cachée, non éthiques pour fausser les élections en trompant les électeurs, via des opérations de communication financées par de l'argent d'origine obscure, notamment lors de la campagne de l'élection présidentielle américaine de 2016[47],[48].
- l'usage détourné (voire illégal parfois, comme dans le cas de dépassement de plafonds de budgets autorisés, par Vote Leave au Royaume-Uni) de ces outils qui ont indirectement permis d'acquérir des données réutilisées par Cambridge Analytica puis par son entreprise-sœurs Aggregate IQ afin d'influencer la psyché et les avis de très nombreux électeurs lors de la campagne pour le Référendum sur l'appartenance du Royaume-Uni à l'Union européenne qui a abouti au Brexit)[49].